# Notiodrassus
Notiodrassus is een geslacht van spinnen uit de familie bodemjachtspinnen (Gnaphosidae).

## Soorten
De volgende soorten zijn bij het geslacht ingedeeld:
- Notiodrassus distinctus Bryant, 1935
- Notiodrassus fiordensis Forster, 1979